# 게이세이이나게역
게이세이이나게역(일본어: 京成稲毛駅)은 일본 지바현 지바시 이나게구에 위치한 게이세이 전철 지바 선의 철도역이다. 역 번호는 KS 55이며, 상대식 승강장 2면 2선의 구조를 갖춘 지상역이다.

## 타는 곳
| 1 | 지바 선 | 상행 | 게이세이쓰다누마 · 우에노 · 나리타 공항 · 신케이세이 선 방면 |
| 2 | 지바 선 | 하행 | 지바추오 · 지하라다이 방면                                   |

## 이용 현황
| 승차 인원 추이 | 승차 인원 추이     |
| 연도           | 1일 평균 승차 인원 |
| -------------- | ------------------ |
| 2003년         | 3,117              |
| 2004년         | 3,054              |
| 2005년         | 3,021              |
| 2006년         | 3,086              |
| 2007년         | 3,147              |
| 2008년         | 3,162              |
| 2009년         | 3,188              |
| 2010년         | 3,179              |
| 2011년         | 3,114              |
| 2012년         | 3,170              |
| 2013년         | 3,282              |

## 역 주변
- JR 동일본 이나게역
- 도쿄 치과대학 지바 캠퍼스

## 인접 역
| 게이세이 전철 지바 선                        | 게이세이 전철 지바 선 | 게이세이 전철 지바 선          |
| -------------------------------------------- | --------------------- | ------------------------------ |
| KS 54 게이세이마쿠하리 게이세이쓰다누마 방면 | 게이세이 지바 선      | 미도리다이 KS 55 지바추오 방면 |